# Suva
Suva (phát âm tiếng Fiji: [ˈsuβa]) là thủ đô của Fiji. Nó tọa lạc cạnh bờ biển đông nam của đảo Viti Levu, tại tỉnh Rewa, khu vực Trung tâm.
Năm 1877, quyết định đổi thủ đô sang Suva đã được đề xuất. Vào thời điểm đó, trung tâm hành chính của Fiji là Levuka, trên đảo Ovalau thuộc tỉnh Lomaiviti. Tuy nhiên, diện tích của Luvuka và các vùng lân cận rất hạn chế. Thủ đô của Fiji được chuyển từ Levuka đến Suva vào năm 1882.
Theo thống kê 2007, dân số Suva là 85.691. Tính cả các ngoại ô, tổng dân số vùng đô thị Đại Suva là 172.399 (2007). Suva, cùng với Lami, Nasinu, và Nausori, tạo nên một phức hợp đô thị 330.000 dân (1/3 dân số đất nước).

## Khí hậu
Suva có đặc điểm khí hậu rừng mưa nhiệt đới theo phân loại khí hậu Köppen. Tuy nhiên, vì khí hậu gió mậu dịch mà ngoài việc thỉnh thoảng biết lốc xoáy, nó không phải là xích đạo. Thành phố nhìn thấy một lượng mưa lớn trong suốt cả năm, không có mùa khô thực sự do không có tháng nào có lượng mưa trung bình dưới 60 milimét (). Suva có lượng mưa trung bình hàng năm 3.000 milimét () với tháng khô nhất, tháng 7 trung bình 125 milimét (). Trên thực tế, trong suốt 12 tháng trong năm, Suva nhận được lượng mưa đáng kể, như thuật ngữ "thời tiết đẹp" trong báo cáo thời tiết chỉ đơn giản có nghĩa là "có thực sự mưa". Như nhiều thành phố khác có khí hậu rừng mưa nhiệt đới, nhiệt độ tương đối ổn định trong suốt cả năm, với mức cao trung bình khoảng 28 °C (82 °F) và mức thấp trung bình khoảng 22 °C (72 °F). Suva có lượng mưa cao hơn rõ rệt so với Nadi và phía tây của Viti Levu, mà nó được công dân Suva gọi là "phía tây". Thống đốc thứ hai của Fiji, Arthur Hamilton-Gordon được cho là đã nhận xét rằng mưa tại Suva như ông đã thấy ở nơi nào khác trước đó và hầu như không có ngày nào không có mưa. Lượng mưa lớn nhất được quan sát thấy từ tháng 11 đến tháng 5, trong khi những tháng lạnh hơn từ tháng 6 đến tháng 10 thì khô hơn đáng kể.
| Dữ liệu khí hậu của Suva, Fiji (1971-2000)     | Dữ liệu khí hậu của Suva, Fiji (1971-2000) | Dữ liệu khí hậu của Suva, Fiji (1971-2000) | Dữ liệu khí hậu của Suva, Fiji (1971-2000) | Dữ liệu khí hậu của Suva, Fiji (1971-2000) | Dữ liệu khí hậu của Suva, Fiji (1971-2000) | Dữ liệu khí hậu của Suva, Fiji (1971-2000) | Dữ liệu khí hậu của Suva, Fiji (1971-2000) | Dữ liệu khí hậu của Suva, Fiji (1971-2000) | Dữ liệu khí hậu của Suva, Fiji (1971-2000) | Dữ liệu khí hậu của Suva, Fiji (1971-2000) | Dữ liệu khí hậu của Suva, Fiji (1971-2000) | Dữ liệu khí hậu của Suva, Fiji (1971-2000) | Dữ liệu khí hậu của Suva, Fiji (1971-2000) |
| Tháng                                          | 1                                          | 2                                          | 3                                          | 4                                          | 5                                          | 6                                          | 7                                          | 8                                          | 9                                          | 10                                         | 11                                         | 12                                         | Năm                                        |
| ---------------------------------------------- | ------------------------------------------ | ------------------------------------------ | ------------------------------------------ | ------------------------------------------ | ------------------------------------------ | ------------------------------------------ | ------------------------------------------ | ------------------------------------------ | ------------------------------------------ | ------------------------------------------ | ------------------------------------------ | ------------------------------------------ | ------------------------------------------ |
| Cao kỉ lục °C (°F)                             | 35.0 (95.0)                                | 36.0 (96.8)                                | 37.0 (98.6)                                | 34.0 (93.2)                                | 34.0 (93.2)                                | 32.0 (89.6)                                | 32.0 (89.6)                                | 32.0 (89.6)                                | 32.0 (89.6)                                | 34.0 (93.2)                                | 34.0 (93.2)                                | 36.0 (96.8)                                | 37.0 (98.6)                                |
| Trung bình ngày tối đa °C (°F)                 | 30.8 (87.4)                                | 31.2 (88.2)                                | 30.9 (87.6)                                | 29.9 (85.8)                                | 28.5 (83.3)                                | 27.7 (81.9)                                | 26.8 (80.2)                                | 26.7 (80.1)                                | 27.2 (81.0)                                | 28.2 (82.8)                                | 29.3 (84.7)                                | 30.3 (86.5)                                | 28.9 (84.0)                                |
| Trung bình ngày °C (°F)                        | 27.4 (81.3)                                | 27.6 (81.7)                                | 26.4 (79.5)                                | 26.6 (79.9)                                | 25.4 (77.7)                                | 24.6 (76.3)                                | 23.8 (74.8)                                | 23.7 (74.7)                                | 24.1 (75.4)                                | 25.1 (77.2)                                | 26.1 (79.0)                                | 26.9 (80.4)                                | 25.6 (78.2)                                |
| Tối thiểu trung bình ngày °C (°F)              | 23.9 (75.0)                                | 24.0 (75.2)                                | 23.9 (75.0)                                | 23.3 (73.9)                                | 22.2 (72.0)                                | 21.4 (70.5)                                | 20.7 (69.3)                                | 20.7 (69.3)                                | 21.0 (69.8)                                | 21.9 (71.4)                                | 22.8 (73.0)                                | 23.5 (74.3)                                | 22.4 (72.3)                                |
| Thấp kỉ lục °C (°F)                            | 19.0 (66.2)                                | 19.0 (66.2)                                | 19.0 (66.2)                                | 16.0 (60.8)                                | 16.0 (60.8)                                | 14.0 (57.2)                                | 13.0 (55.4)                                | 14.0 (57.2)                                | 14.0 (57.2)                                | 14.0 (57.2)                                | 13.0 (55.4)                                | 17.0 (62.6)                                | 13.0 (55.4)                                |
| Lượng mưa trung bình mm (inches)               | 371 (14.6)                                 | 265 (10.4)                                 | 374 (14.7)                                 | 366 (14.4)                                 | 270 (10.6)                                 | 163 (6.4)                                  | 136 (5.4)                                  | 158 (6.2)                                  | 177 (7.0)                                  | 221 (8.7)                                  | 245 (9.6)                                  | 277 (10.9)                                 | 3.023 (119.0)                              |
| Số ngày giáng thủy trung bình                  | 23                                         | 22                                         | 24                                         | 23                                         | 21                                         | 18                                         | 19                                         | 18                                         | 17                                         | 19                                         | 19                                         | 22                                         | 245                                        |
| Nguồn: http://www.met.gov.fj/ClimateofFiji.pdf |                                            |                                            |                                            |                                            |                                            |                                            |                                            |                                            |                                            |                                            |                                            |                                            |                                            |

## Dân cư

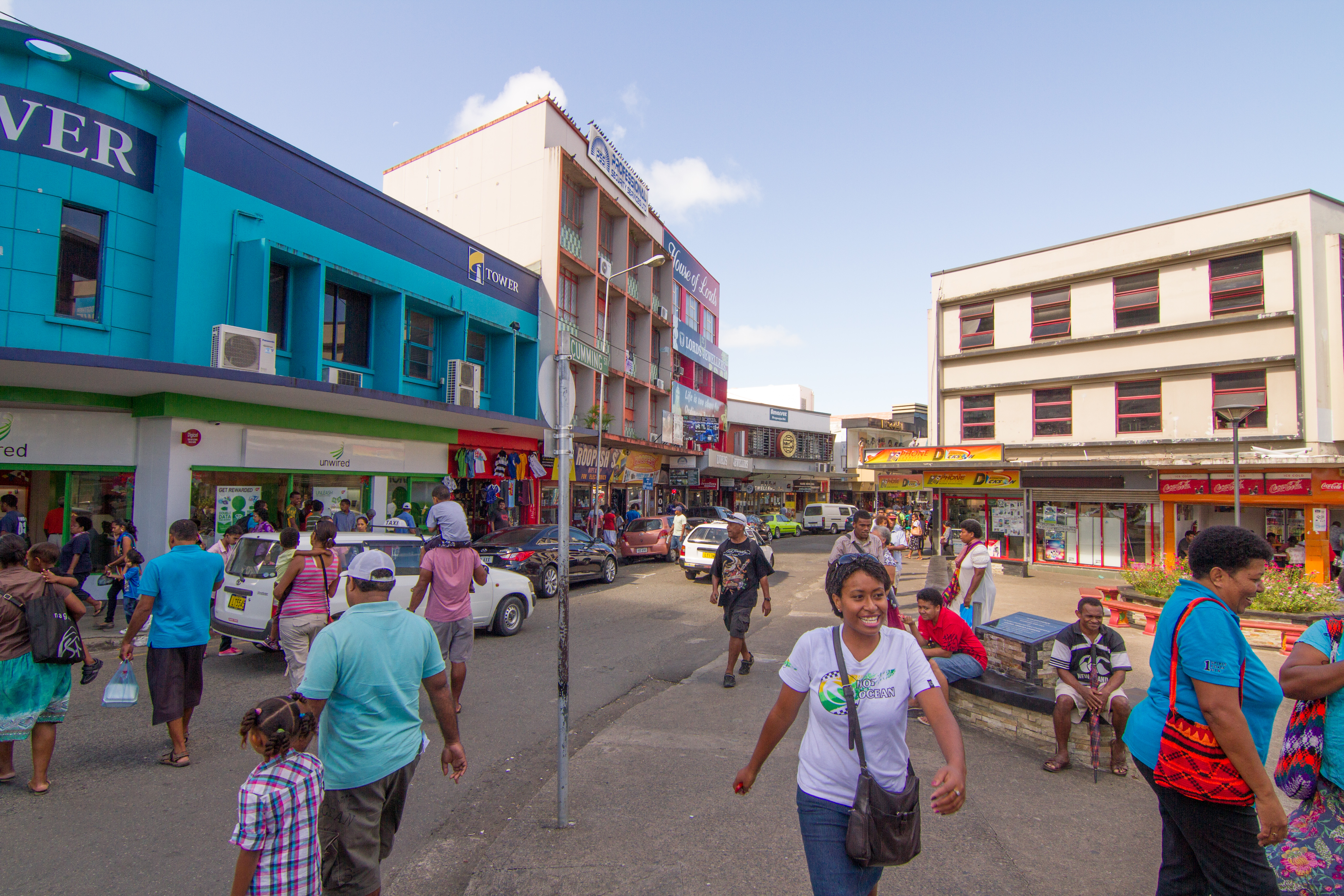
Một con phố tại Suva

Suva là một thành phố đa sắc tộc. Người Fiji bản địa và người Ấn-Fiji, hai nhóm dân cư lớn ở Fiji, chiếm phần lớn dân cư Suva. Đây cũng là nơi cư ngụ của các cộng đồng thiểu số tại Fiji, bao gồm người da trắng châu Âu (Kaivalagi), người lai và người Trung Quốc. Ngôn ngữ thường dùng là tiếng Anh, nhưng tiếng Fiji, tiếng Hindi Fiji và tiếng Quảng Đông cũng được nói. 
| Thành phố Suva     | 141.273 | 167.975 | 85.691 | 88.691 |
| Số liệu chính thức |         |         |        |        |

## Thành phố kết nghĩa
Suva kết nghĩa với:
- Bắc Hải, Trung Quốc
- Brighton, Úc
- Quảng Đông, Trung Quốc
- Port Moresby, Papua New Guinea
- Thiệu Hưng, Trung Quốc
- Yongsan-gu, Hàn Quốc